# Zéta

Zéta — majuskulní i minuskulní varianta

Zéta (majuskulní podoba Ζ, minuskulní podoba ζ, řecký název Ζήτα) je šesté písmeno řecké abecedy. V systému řeckých číslovek má hodnotu 7. V moderní řečtině reprezentuje znělou alveolární frikativu ([z]IPA).
Zéta vznikla z fénického písmene zajin. Později se z ní vyvinulo písmeno Z v latince a písmeno З v cyrilici. Protože v latině se toto písmeno, stejně jako Y, používalo pouze pro přepis řeckých slov, byla obě tato písmena zařazena až dodatečně na konec abecedy.

## Použití
Písmeno 'ζ' se používá například jako symbol pro
- Riemannovu funkci zeta v matematice
- elektrokinetický potenciál koloidních systémů v chemii

## Reprezentace v počítači
V Unicode je podporováno jak
- majuskulní zéta
  - U+0396 GREEK CAPITAL LETTER ZETA
- tak minuskulní zéta
  - U+03B6 GREEK SMALL LETTER ZETA

V HTML je možné je zapsat pomocí &#918; respektive &#950, případně pomocí HTML entit &Zeta; respektive &zeta;.
V LaTeXu je možné minuskulní zéta napsat pomocí příkazu \zeta, pro majuskulní formu se používá písmeno 'Z' z latinky.